# Glauconycteris humeralis
Glauconycteris humeralis är en fladdermus i familjen läderlappar som förekommer i centrala Afrika.
Arten saknar hudflikar (bladet) på näsan och den har gulbruna 6 till 12 mm långa avrundade öron. Svansen är helt eller nästan helt inbäddad i svansflyghuden. På hela kroppen förekommer svartbrun päls förutom två mindre vita fläckar på axlarna. Håren som bildar dessa fläckar är antingen helt vita eller vid roten ljusbruna och sedan vita. Även vingarna har en mörkbrun färg. Holotypen var med svans 82 mm lång, svanslängden var 42 mm och den hade 8 mm långa bakfötter (utan hälsporre). För olika exemplar registrerades 35 till nästan 39 mm långa underarmar.
Denna fladdermus lever i nordöstra Kongo-Kinshasa, i Uganda och troligen i angränsande områden av Kenya. Den vistas i fuktiga skogar i låglandet. Glauconycteris humeralis vilar antagligen i trädens håligheter och i det täta bladverket.
Skogsavverkningar och etablering av gruvdrift anses vara ett hot mot beståndet. IUCN listar arten med kunskapsbrist (DD).